# وسائل إعلام محرضة على الكراهية
يصف مؤلف كتاب «الصحافة في زمن الكراهية الإعلامية» توماس كاميليندي وسائل الإعلام المحرضة على الكراهية أنها شكل من أشكال العنف، تساعد على شيطنة ووسم الأشخاص المنتمين إلى مجموعات مختلفة. لعب هذا النوع من وسائل الإعلام دورًا مؤثرًا في تأجيج حوادث الإبادة الجماعية، ومن المحتمل أن تكون أسوأ حالاتها سمعةً هي الراديو والتلفزيون الصربي خلال الحروب في يوغسلافيا، وراديو وتلفزيون الألف تلة الحر الراوندي (آر إل تي إم) أثناء الإبادة الجماعية في رواندا وصحيفة «دير شتورمر» (المهاجم) النازية.

## وسائل الإعلام المحرضة على الكراهية باعتبارها جريمة ضد الإنسانية
يمكن مقاضاة خطاب الكراهية التي تروج له هذه الوسائل الإعلامية بعدة طرق مختلفة نظرًا لاختلاف القوانين الوطنية في البلدان.ولكن، بسبب قدرتها المثبتة على إشعال الإبادات الجماعية والمساهمة فيها،فإن استخدام وسائل الإعلام المحرضة على الكراهية من أجل إثارة تطهير جماعات قومية وإثنية ودينية معينة ،كليًا أو جزئيًا، يمكن مقاضاته بموجب القانون الدولي بتهمة التحريض على الإبادة الجماعية. اعتبرت محاكم نورمبرغ التحريض على الإبادة الجماعية جريمة ضد الإنسانية. ولكن وفق محاكم نورنبيرغ وتُعتبر فقط الدعاية الإعلامية المحرضة على الكراهية التي تدعو إلى الإبادة المباشرة جريمة ضد الإنسانية. عُدل هذا التعريف بعد الجرائم المرتكبة في يوغسلافيا (سابقًا) ورواندا، وقُدم تعريف جديد لمحاكمات رواندا. وفقًا لهذا التعريف: تعتبر الدعاية الإعلامية المحرضة على الكراهية بمثابة جريمة ضد الإنسانية عند مشاركتها في التحريض المباشر وغير المباشر للإبادة الجماعية، والتي «يجب تعريفها على أنها تدفع المرتكبين (الجناة) مباشرة من أجل ارتكاب الإبادة الجماعية، سواء من خلال الخطب أو الصراخ أو التهديدات التي يصرحون بها في التجمعات العامة أو من خلال بيع أو نشر المواد المكتوبة أو المطبوعة، أو من خلال عرض اللوحات أو الملصقات أو من خلال وسائل الاتصال السمعي والبصري الأخرى».

## الإذاعة التلفزيونية (آر تي إس1) والحرب في يوغسلافيا
استُخدمت البروباغندا على نطاق واسع في وسائل الإعلام ومن جميع الأطراف خلال الحروب اليوغوسلافية بما في ذلك جمهورية يوغسلافيا الاتحادية وفي كرواتيا أيضًا ولكن بشكل أقل. كانت إحدى لوائح الاتهام الموجهة ضد الزعيم الصربي الراحل سلوبودان ميلوشيفيتش في المحكمة الجنائية الدولية ليوغوسلافيا السابقة هي استخدامه وسائل الإعلام الصربية التي تديرها الدولة من أجل تهيئة جو من الخوف والكراهية بين صرب يوغوسلافيا الأرثوذكسية من خلال نشر «رسائل مبالغ فيها وكاذبة تتحدث عن هجمات ذات أساس عرقي يقوم بها المسلمون البوسنيون والكروات الكاثوليك ضد الشعب الصربي».